# فضل‌الهی
فضل‌الهی، روستایی در دهستان هیت بخش مرکزی شهرستان قصرقند در استان سیستان و بلوچستان ایران است.

## جمعیت
بر پایه سرشماری عمومی نفوس و مسکن در سال ۱۳۹۵، جمعیت این روستا برابر با ۲۲۵ نفر (۴۸ خانوار) بوده‌است.